# How to
How to (также допустимо написание how-to и HOWTO) — английское выражение, в переводе на русский язык означающее «как», в котором «how» — наречие, а «to» — частица. В отличие от простого «how», переводящегося так же, «how to», благодаря частице «to», означает инструкцию.
В Linux-сообществе принято написание «HOWTO», поскольку это помогает найти нужную информацию в поисковых системах типа Google, не отвлекаясь на вхождения слов «how» и «to». Как правило, самая подробная информация о какой-то стороне работы с Linux находится в HOWTO.